# Divinae Consortium Naturae
Mit der Apostolischen Konstitution Divinae Consortium Naturae vom 15. August 1971 wurden durch Papst Paul VI. die Beschlüsse des Zweiten Vatikanischen Konzils hinsichtlich des  Ritus der Firmung  umgesetzt. Die Kongregation für den Gottesdienst und die Sakramentenordnung erarbeitete auf der Grundlage des Konzildokumentes „Sacrosanctum Concilium“ eine neue Ordnung. Diese Konstitution ist die Approbation der neuen liturgischen Ordnung der Firmung und enthält die geltende Festlegung der wesentlichen Elemente der Firmspendung, die dann auch im  Codex Iuris Canonici (CIC, zu deutsch: Codex des kanonischen Rechts) Nr. 879–896  verankert und im „Ordo Confirmationis“ (Ordnung für die Feier der Firmung) abgedruckt wurden. Für eine Übergangsphase bis zum Ende des Jahres 1972 durfte die Firmungsfeier weiterhin im alten Ritus angewandt werden,  doch wurde durch die Konstitution festgelegt, dass die Ordnung für den neuen Ritus der Firmung ab dem 1. Januar 1973 für die gesamte lateinische Kirche verbindlich sei. 